# Corpus Christi a Barcelona

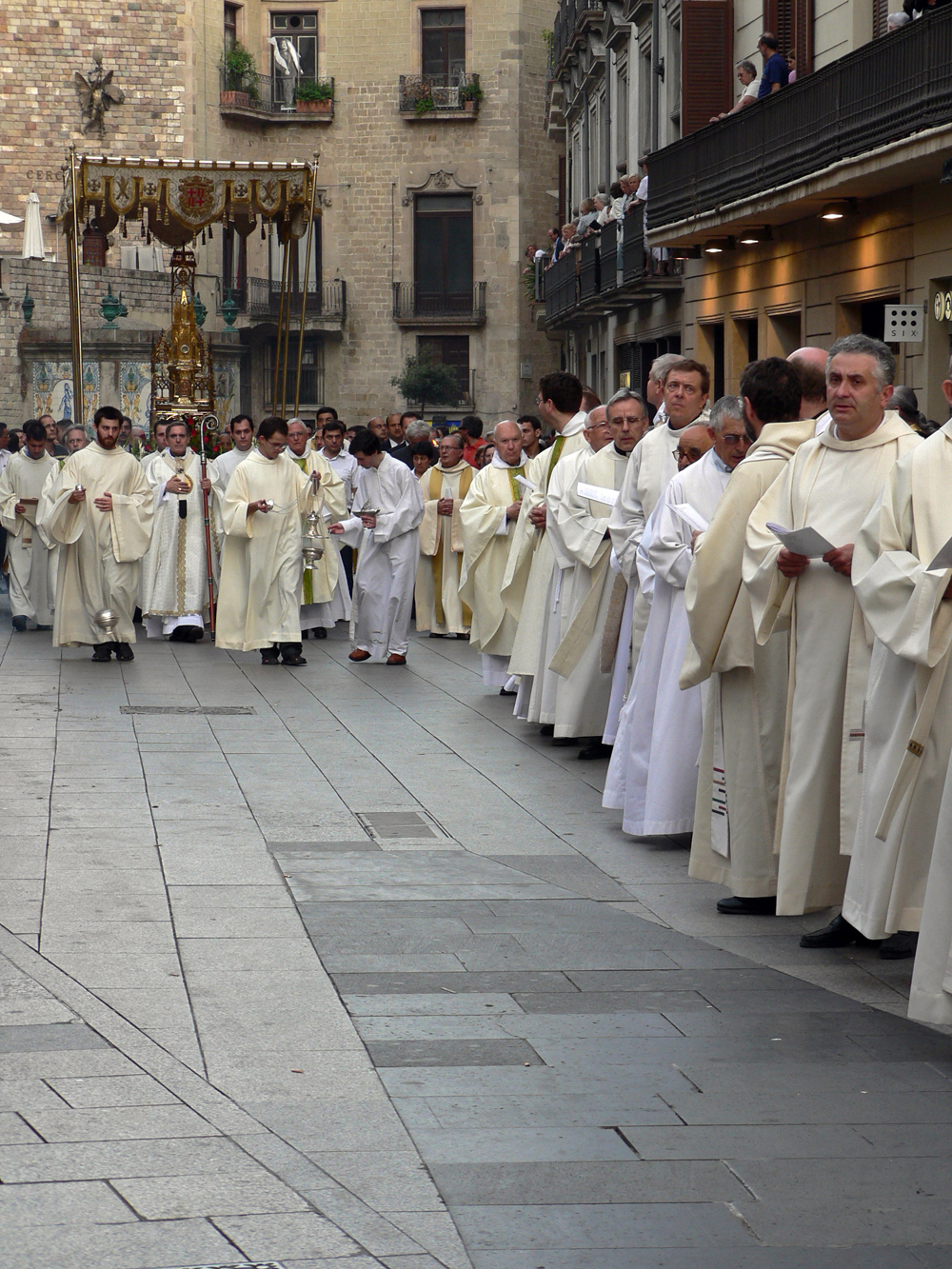
Processó del Corpus Christi a l'avinguda del Portal de l'Àngel de Barcelona

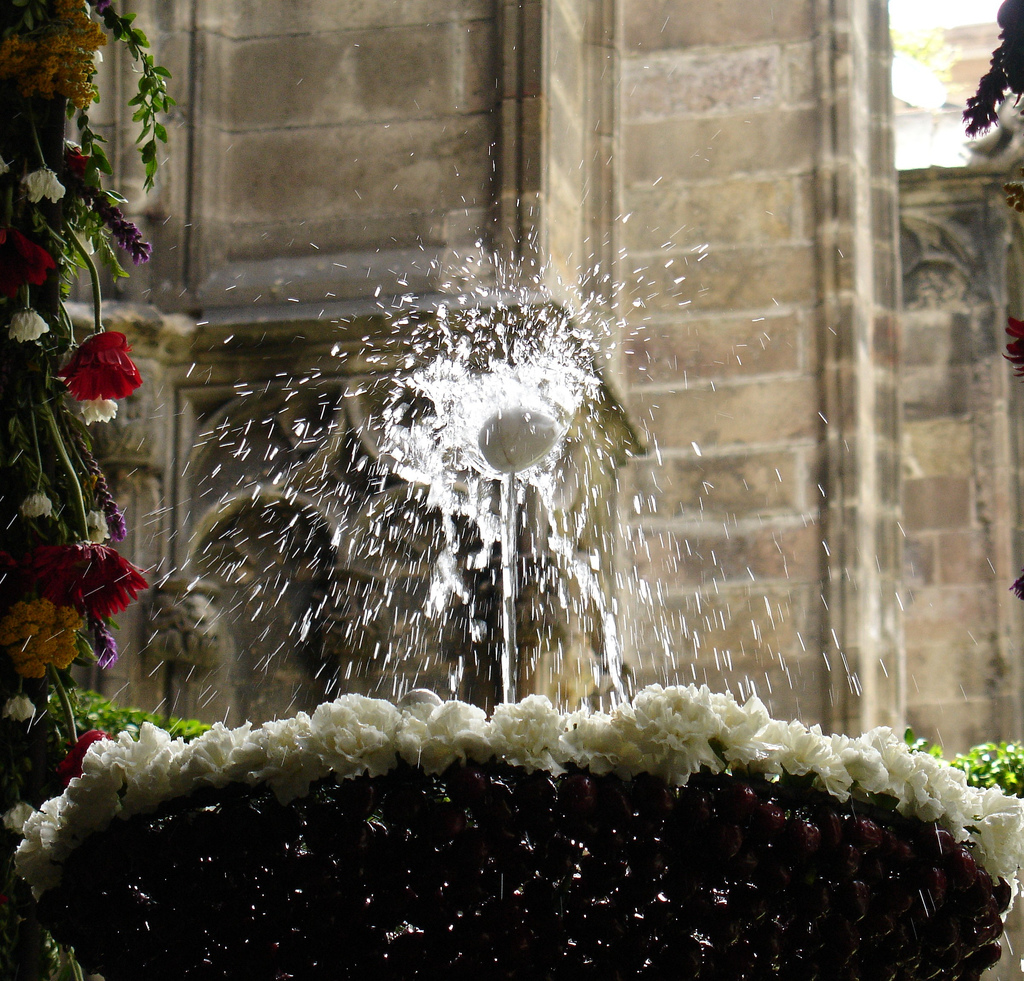
L'ou com balla al claustre de la Catedral de Barcelona

El Corpus Christi a Barcelona és una festivitat que se celebra al voltant de la festivitat de Corpus Christi a Barcelona des del 1320. Al segle xxi hi desfilen els elements més representatius de la imatgeria festiva de la ciutat, representada pel seguici. A més, temps enrere va esdevenir un model per a moltes altres poblacions del país. Des que la diada de Corpus va deixar de ser festa laboral a Barcelona, la celebració trasllada la processó del dijous al diumenge següent.
L'acte principal la celebració és la processó, que actualment conté dues parts totalment diferenciades: la festiva, en què el Seguici Popular de Barcelona, ampliat com indica el protocol, fa una passada per places i carrers del centre de la ciutat amb elements d'imatgeria festiva, música i danses. L'altra és la processó del Corpus Christi de la Seu Catedral, que té un caràcter estrictament religiós. Hi ha més manifestacions de cultura popular, com ara L'ou com balla o les sardanes, que són presents en el programa festiu. El 2021, el Govern de la Generalitat va declarar la festa com a Festa Patrimonial d'Interès Nacional.

## Història

### Origen
La festa de Corpus es va instaurar al segle xiii com a exaltació del sagrament de l'Eucaristia icom a reacció de l'Església envers els corrents que feien perillar la seva doctrina. A partir d'aquell moment es va generalitzar a Europa i encara avui, sis segles després, és un esdeveniment religiós, social, cultural i festiu de gran transcendència. En concret, la festa de Corpus Christi és instaurada el 1262 pel papa Urbà IV i és sobretot a partir del 1316 quan s'estén per tota la cristiandat arran d'una butlla del papa Joan XXII. D'aquesta manera, es va estendre per tot Europa, on va anar guanyant importància amb el pas del temps.
A Barcelona la celebració de Corpus, sobretot de la processó, l'element més característic i eix vertebrador de la festivitat, es va instaurar el 1320. L'historiador Agustí Duran i Sanpere va defensar que Barcelona va ser la segona ciutat del món cristià i la primera de la península Ibèrica a celebrar la solemnitat el 1320. El text del Pregó de la festa del Corpus de Barcelona del 1320, conservat al Llibre del Consell (1310-1313), mostra que va ser el primer any amb la participació del consell municipal, el que no descarta que amb anterioritat ja se celebrés amb un caràcter estrictametn religiós. Els pregons indiquen que el 1323 la processó va sortir de la Seu en forma de desfilada triomfant pels carrers de Barcelona després d'escombrar els carrers i disposar enramades.
Des d'aquell moment va esdevenir la manifestació cívica, religiosa i festiva més important de la ciutat, que alhora ha servit de model –pel que fa a continguts, formes i funcions– de més celebracions i manifestacions folklòriques del país: gegants, capgrossos, bestiari, balls de diables i més danses i músiques que avui formen part del nostre patrimoni immaterial. Seguicis, cercaviles, gegants, bestiari, diables i balls populars parteixen d'aquesta festivitat. En la festivitat des del principi s'implicaren els principals sectors rellevants de la ciutat, entre els quals les corporacions, gremis, confraries, parròquies, ordes religiosos, municipalitat i capítol catedralici.

### Segle XX
Al final de la dècada del 1970 la processó va desaparèixer del calendari festiu seguint les recomanacions i disposicions del Concili Vaticà II. Però el 1992 diverses entitats de cultura popular i tradicional i l'Ajuntament de Barcelona van decidir de recuperar una de les festes més antigues i lluïdes de la història de la ciutat. Per això van potenciar la tradició de L'ou com balla i van restituir la processó.
A continuació es refereix la disposició dels diferents membres d'una processó de Corpus de mitjan segle xx a Horta (Barcelona), recollida per Pere Solé i Sans.
Hores abans, mestresses de casa han instal·lat cadires en llocs estratègics; els vilatans, dempeus, omplen les voravies dels carrers per on discorre la processó; els carrers s'han netejat i guarnit, com mana la tradició i ordenaven en bans els consellers segles abans: «... los carrers han de estar escombrats, enramats y empal·liats».
- Obren la comitiva els gonfanoners portant els gonfanons —també dit gamfaró, estendard o bandera que penja d'un pal travesser i que representa una confraria, gremi o corporació— de la parròquia de Sant Joan d'Horta.
- En segona posició van els soldats vestits del segle xv fent sonar les trampes —dues timbales damunt d'un cavall.
- Segueixen els gegants i els capgrossos envoltats per la canalla esvalotada.
- A continuació, venen els col·legis d'instrucció, que formen en fileres i duen, protegits entre elles, els infants de primera comunió i algun altre vestit de petit sant.
- Al darrere, les diferents entitats i associacions de la població, cadascuna amb la seva senyera i una banda de música, acompanyades pels respectius socis i amb els joves "balladors" ben mudats de festa. Aquestes entitats formen l'una al darrere de l'altre i cada any van alternant la posició, la que va en l'última posició un any passa a la primera el següent.
- Tot seguit diversos membres del clergat parroquial.
- A continuació la custòdia sota del pal·li, carregat per membres de la parròquia i que rep una pluja de ginesta, clavells, serpentines i confetis que els veïns escampen des dels balcons.
- Tancant la processó, la Presidència, integrada per les autoritats locals, i seguida per ciutadans que s'hi van afegint fins a l'arribada a l'església.

## Actes destacats
- L'ou com balla és una tradició barcelonina que, almenys des del 1440, distingeix la ciutat durant els dies de la festivitat de Corpus. És una pràctica que consisteix a fer ballar un ou buit sobre el raig d'aigua de brolladors i fonts de claustres, patis i jardins d'algunes institucions i d'algunes cases particulars. El doll on balla l'ou s'embolcalla amb una cistella guarnida amb flors i cireres. Aquest singular joc d'aigua és d'origen discutit i es presta a diverses interpretacions. N'hi ha una que diu que va néixer com a divertiment entre nobles i burgesos, que s'entretenien mentre esperaven la processó. També té una interpretació laica: l'exaltació de la primavera, l'esclat de la fecunditat amb el raig d'aigua; i una altra de religiosa: l'ou representa l'exaltació de l'eucaristia per damunt del calze, que seria la cistella que embolcalla el doll d'aigua.[2]
- La processó festiva de Corpus. La processó, celebrada a Barcelona des del 1320, és una festa religiosa, civil i popular. Inclou una gran demostració de balls i d'elements d'imatgeria festiva que han servit de model de moltes celebracions a tot el país. El Seguici Popular de Barcelona, ampliat com indica el protocol, fa una passada per places i carrers del centre de la ciutat amb elements d'imatgeria festiva, música i danses i precedeix la processó de Corpus Christi de la catedral, amb la singular custòdia en el tron del rei Martí sota el tàlem. El diumenge següent al dijous de Corpus, a les set de la tarda els Gegants nous de la Casa de la Caritat o de Corpus interpreten el seu ball a la plaça de Sant Jaume per donar el tret de sortida a la processó. A continuació les peces d'imatgeria festiva que hi participen, abillades amb guarniments florals, surten de l'ajuntament amb grups musicals que les acompanyen durant tot el recorregut, que s'acaba a l'avinguda de la Catedral.[2]
- La ballada de sardanes. El dijous de la festivitat, a la plaça de Sant Jaume a les set del vespre, es fa la tradicional ballada de sardanes de Corpus a càrrec de la cobla que té la titularitat de Cobla Ciutat de Barcelona.[2]
- Durant la festa de Corpus, l'ajuntament acull una exposició dels elements que configuren el Seguici Popular de Barcelona: els Gegants de la Ciutat, del Pi, de Santa Maria del Mar, l'Àliga de la Ciutat, el Lleó, la Mulassa, el Bou, la Víbria, el Drac, la Tarasca i els Cavallets Cotoners.[2]